# Seiche

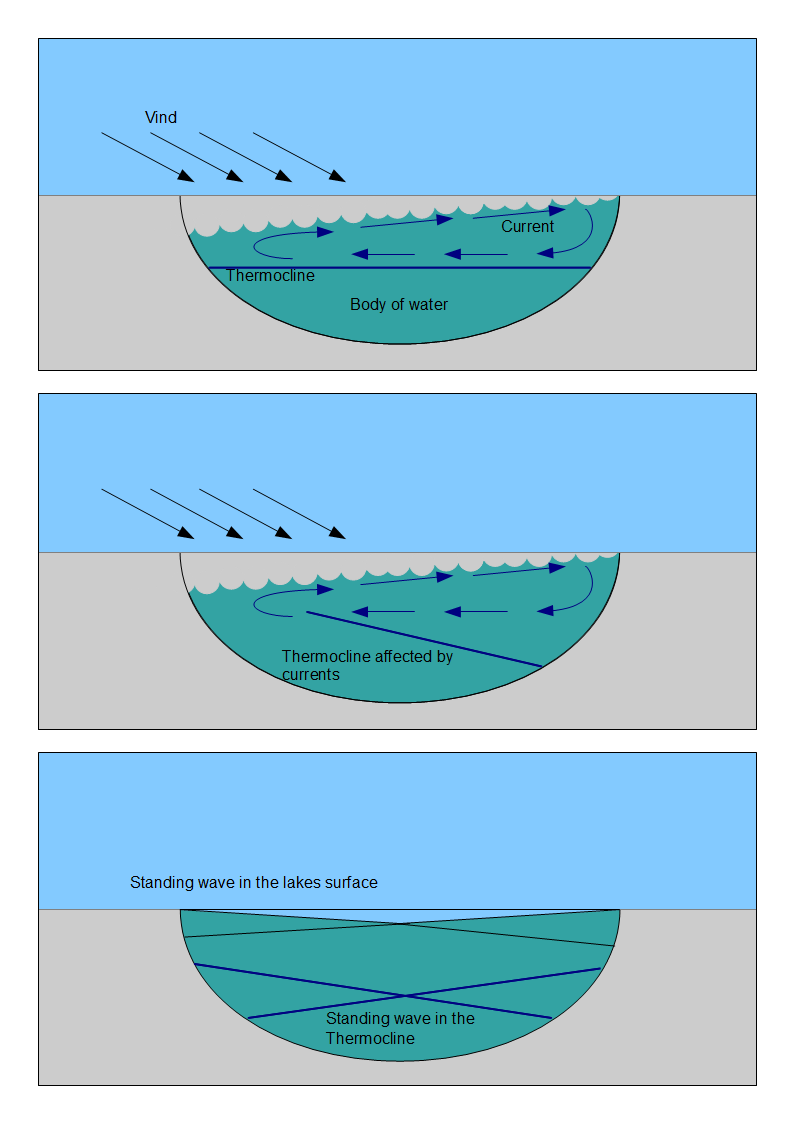
Diagramas mostrando el inicio de un seiche

Un seiche (pronúnciese ˈseɪʃ o /séish/) es una onda estacionaria que afecta a un cuerpo de agua encerrado o parcialmente encerrado. Los seiches y los fenómenos relacionados con seiches se han observado en lagos, embalses, piletas, piscinas, bahías, mares. La clave para que se forme un seiche es que tal cuerpo de agua esté al menos parcialmente delimitado, lo que permite la formación de la onda estacionaria.
Este término fue promovido por el hidrólogo suizo François-Alphonse Forel en 1890, quien fue el primero en hacer observaciones científicas del efecto en el lago Lemán (en Suiza).
La palabra se origina a partir de un término del dialecto francés de Suiza que significa ‘balancearse atrás y adelante’, que se venía usando en la región para describir oscilaciones en los lagos alpinos.

## Causas y naturaleza de los seiches

En rojo una onda estacionaria, representada como una suma de dos ondas que se propagan viajando en direcciones opuestas (verde y azul).

Los seiches son frecuentemente imperceptibles a simple vista, y un observador en un bote sobre la superficie puede no darse cuenta de que está ocurriendo debido a las longitudes de onda extremadamente largas. El efecto es causado por resonancias en el cuerpo de agua que está siendo perturbada por uno o más factores, y frecuentemente por efectos meteorológicos (viento, variaciones de la presión atmosférica), sismicidad o tsunamis.
La gravedad siempre trata de restaurar la superficie horizontal de un cuerpo de agua líquida, ya que representa la configuración en la que el agua está en equilibrio hidrostático. Los resultados de movimiento vertical armónico, produce un impulso que viaja a lo largo de la cuenca a una velocidad que depende de la profundidad del agua. El impulso se refleja de vuelta al final de la cuenca, generando interferencias. Las reflexiones repetidas producen ondas estacionarias con uno o más nodos, o puntos, que no experimentan ningún movimiento vertical. La frecuencia de la oscilación está determinada por el tamaño de la cuenca, su profundidad y contornos, y la temperatura del agua.
El período natural más largo correspondiente a un seiche en un cuerpo de agua rectangularmente encerrado, es usualmente representado por la fórmula de Merian:
{\displaystyle {\mbox{Periodo}}(T)={\frac {2L}{\sqrt {gh}}}}
siendo L es la longitud, h la prof. promedio del cuerpo de agua, g la aceleración de la gravedad.
También se observan armónicos de orden superior. El período del segundo armónico será la mitad del periodo natural, el período del tercer armónico será un tercio del período natural, y así sucesivamente.

## Seiches en el mundo
Se han observado seiches tanto en lagos como en mares. El requisito clave es que la masa de agua esté parcialmente limitada para permitir la formación de ondas estacionarias. La regularidad de la geometría no es necesaria, incluso los puertos con formas muy irregulares, son observados de forma rutinaria a oscilar con frecuencias muy estables.

### Seiches en lagos
Los seiches con pequeñas amplitudes están casi siempre presentes en los lagos grandes. En los Grandes Lagos de Norteamérica, los seiches se suelen llamar slosh. Están siempre presentes, pero generalmente son imperceptibles entre los patrones de ondas comunes, excepto durante los períodos de calma inusual. Los puertos, bahías, y estuarios son a menudo propensos a seiches pequeños con amplitudes de unos pocos centímetros y los períodos de unos pocos minutos. Los seiches también pueden formarse en mares semicerrados: el mar del Norte frecuentemente experimenta seiches longitudinalmente con periodos de cerca de 36 h.

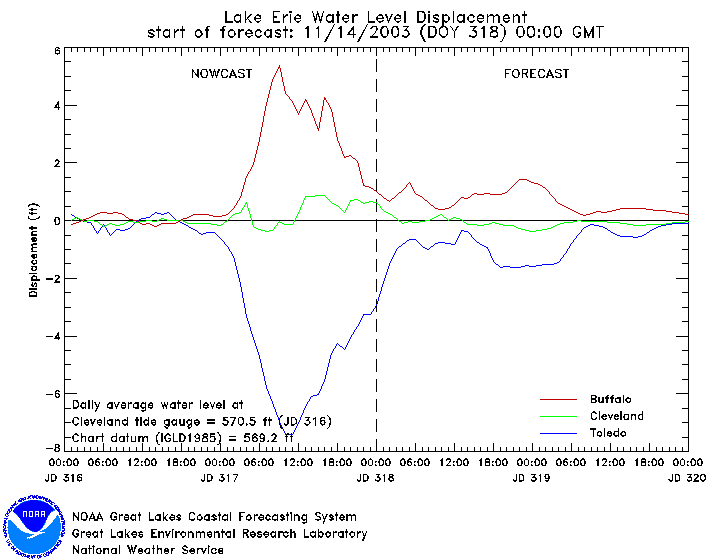
Diferencias en el nivel del agua causadas por un seiche en el lago Erie, registrado entre Buffalo (Nueva York) (en rojo) y Toledo (en azul) el 14 de noviembre de 2003.

El National Weather Service realiza avisos de bajas de agua para porciones de los Grandes Lagos cuando es probable que se produzcan seiches de 0,6 m o más. El lago Erie es particularmente propenso a los seiches causados por el viento debido a su superficialidad y su elongación. Estos pueden llegar a seiches extremos de hasta 5,0 m entre los extremos del lago. Su efecto es similar al de una marejada ciclónica como las causadas por huracanes a lo largo de los litorales, pero el efecto seiche puede causar la oscilación de ida y vuelta por algún tiempo en el lago. En 1954, el huracán Hazel acumuló agua hacia el noroeste de la línea costera del lago Ontario cerca de Toronto, causando extensas inundaciones, y estabilizó un seiche que posteriormente causaría inundaciones a lo largo de la costa sur.
Los seiches en lagos pueden ocurrir violentamente: el 13 de julio de 1995, un enorme seiche en el lago Superior hizo que el nivel de agua cayera y luego volviera a subir un metro en quince minutos, dejando algunos barcos colgados de las amarras, cuando el agua se retiró. El mismo sistema de tormenta que provocó el seiche de 1995 en el lago Superior produjo un efecto similar en el lago Hurón, en donde el nivel del agua en Port Huron fue modificado en 1,8 m en dos horas. En el lago Míchigan, ocho pescadores fueron arrastrados y se ahogaron cuando un seiche de 3 m golpeó el frente del mar en Chicago el 26 de junio de 1954. Aquellos lagos en áreas activas sísmicas, como el lago Tahoe en California/Nevada, están significativamente en riesgo por los seiches. La evidencia geológica indica que las playas del lago Tahoe pueden haber soportado seiches y tsunamis de más de 10 m de altura en eras prehistóricas, y los investigadores locales han pedido que el riesgo de que ocurran sea tomado en cuenta en los planes de emergencia para la región.
Los sismos que generan seiches pueden ser observados a miles de km del epicentro del terremoto. Las piscinas son especialmente propensas a seiches causados por terremotos, pues los temblores de tierra a menudo coinciden con las frecuencias de resonancia de pequeños cuerpos de agua. El terremoto de Northridge de 1994, en California, causó que las piscinas se desbordaran por todo el sur de California. El masivo terremoto Good Friday, que ocurrió en Alaska en 1964, causó seiches en piscinas tan lejos como Puerto Rico. El terremoto de Lisboa de 1755 causó seiches a 3000 km, afectando a Loch Lomond, Loch Long, Loch Katrine y Loch Ness en Escocia y en canales de Suecia. El terremoto del océano Índico de 2004 causó seiches en cuerpos de agua en numerosos Estados de la India, como también en Bangladés, Nepal y el norte de Tailandia. Los seiches fueron nuevamente observados en Uttar Pradesh, Tamil Nadu y en Bengala Occidental, India así como en muchas localidades de Bangladés durante el terremoto de Cachemira de 2005. El terremoto de 1950 en Chayu-Upper Assam se lo conoce por haber generado seiches tan lejos como Noruega y el sur de Inglaterra. Otros sismos en el subcontinente indio se conocen por haber generado seiches incluyendo a los de Kumaon-Barahat (1803), Allah Bund (1819), centro de Bengala (1842), Kangra (1905), Dhubri (1930), Nepal-Bihar (1934), Bhuj (2001), Nias (2005) e isla Teresa (2005).

### Seiches del mar y de bahías
Los seiches han sido observados en mares como el mar Adriático y el mar Báltico, resultando en inundaciones de Venecia y San Petersburgo respectivamente. El último se construyó en margas drenadas en la desembocadura del río Neva. Los seiches que inducen inundaciones son comunes a lo largo del río Neva en el otoño. El seiche es impulsado por una región de baja presión en el Atlántico Norte moviéndose hacia la costa, dando origen a los ciclones mínimos del mar Báltico. La baja presión del ciclón atrae cantidades superiores a las normales de agua al Báltico prácticamente sin litoral. A medida que el ciclón continúa en el interior, se establecen en el Báltico ondas seiche largas y de baja frecuencia con longitudes de onda de hasta varios cientos de kilómetros. Cuando las olas llegan a la estrecha y poco profunda bahía Neva, se vuelven mucho más altas y en última instancia inundan los terraplenes de Neva.
Similar fenómeno se observa en el Adriático, especialmente en Venecia, donde en conjunción con vientos como el siroco y el bora provoca la inundación costera conocida como acqua alta. El Proyecto MOSE, un sistema de 79 barreras móviles diseñadas para proteger las tres entradas a la laguna de Venecia, tiene como objetivo prevenir estas inundaciones.
La bahía de Nagasaki es un área típica en Japón donde los seiches han sido observados de tiempo en tiempo, más frecuentemente en la primavera boreal ―especialmente en marzo―. El 31 de marzo de 1979, la Estación Mareográfica de Nagasaki registró un desplazamiento máximo del nivel del agua de 2,78 m, en esa localidad debido al seiche. Se supone que el desplazamiento máximo del nivel del agua en toda la bahía durante este evento de seiche alcanzó los 4,7 m en el fondo de la bahía. Los seiches llegan al occidente de Kyushu ―incluyendo la bahía de Nagasaki― frecuentemente inducidos por una baja en la presión atmosférica que pasa al sur de la isla Kyushu.
Los seiches en la bahía de Nagasaki tienen un periodo de alrededor de 30 a 40 min. Localmente, el seiche (副振動 fukushindō?) se llamó abiki (あびき?). La palabra abiki es considerada se derive de 網引き (amibiki?), que literalmente significa: arrastrar (引き (biki?)) una red de pesca (網 (ami?)). Los seiches no solo causan daño a la pesca local, pero también pueden provocar la inundación de la costa alrededor de la bahía, así como en la destrucción de las instalaciones portuarias.
Los seiches también pueden ser inducidos por un tsunami, un tren de ondas (series de ondas) generadas en un cuerpo de agua por un disturbio pulsante o abrupto que desplaza verticalmente a columnas de agua. En ocasiones, los tsunamis pueden producir seiches como resultado de peculiaridades geográficas locales. Por ej., el tsunami que asoló a Hawái en 1946 tuvo un intervalo de quince minutos entre los frentes de ondas. El periodo de resonancia natural en la bahía Hilo es de cerca de treinta minutos, significando que cada segunda ola estaba en fase con el movimiento de la Bahía de Hilo, creando un seiche en esa bahía. Como resultado, Hilo sufrió más daños que cualquier otro lugar en Hawái, con el tsunami / seiche alcanzando una altura de 8,0 m a lo largo del Bayfront Hilo, matando a 96 personas solo en la ciudad. Las ondas seiche pueden continuar durante varios días después de un tsunami.
Olas solitarias internas en paquetes (solitones) generadas por la marea pueden excitar seiches costeros en las siguientes localidades: Isla Magueyes en Puerto Rico, 

Puerto Princesa en Isla Palawan, 

Bahía de Trincomalee en Sri Lanka.  

Existe un mecanismo dinámico que demuestra que las olas solitarias internas de aguas profundas, en el veril de la plataforma insular, pueden generar una corriente suficiente para excitar seiches costeros.

### Ondas subacuáticas (internas)
Aunque la mayor parte de la documentación técnica de las direcciones de seiches superficiales, que son fácilmente observables, los seiches también se observan por debajo de la superficie del lago actuando a lo largo de la termoclina en los cuerpos de agua constreñidos.

## Ingeniería de la protección de seiches
Los ingenieros consideran el fenómeno seiche en el diseño de obras de protección de inundación (p. ej., presa reguladora de San Petersburgo, Rusia); embalses y diques (por ejemplo la presa reguladora Roggero, en la Argentina, o la presa Grand Coulee, en los Estados Unidos) cuencas de almacenamiento de agua potable, puertos e incluso las cuencas de almacenamiento de combustible nuclear gastado.

### General
- What is a seiche?
- Seiche. Encyclopædia Britannica. Visto 24 de enero de 2004, de Encyclopædia Britannica Premium Service.
- Seiche calculator Archivado el 14 de mayo de 1997 en Wayback Machine.
- Bonanza for Lake Superior: Seiches Do More Than Move Water Archivado el 28 de septiembre de 2011 en Wayback Machine.
- Great Lakes Storms Photo Gallery Seiches, Storm Surges, and Edge Waves from NOAA
- Seiche Costero en Puerto Rico

### Relaciones con los monstruos acuáticos
- El no museo
- The Skeptical Inquirer
- Sitio de Geología

- Datos: Q221076
- Multimedia: Seiches (hydrodynamics) / Q221076